# Gejang

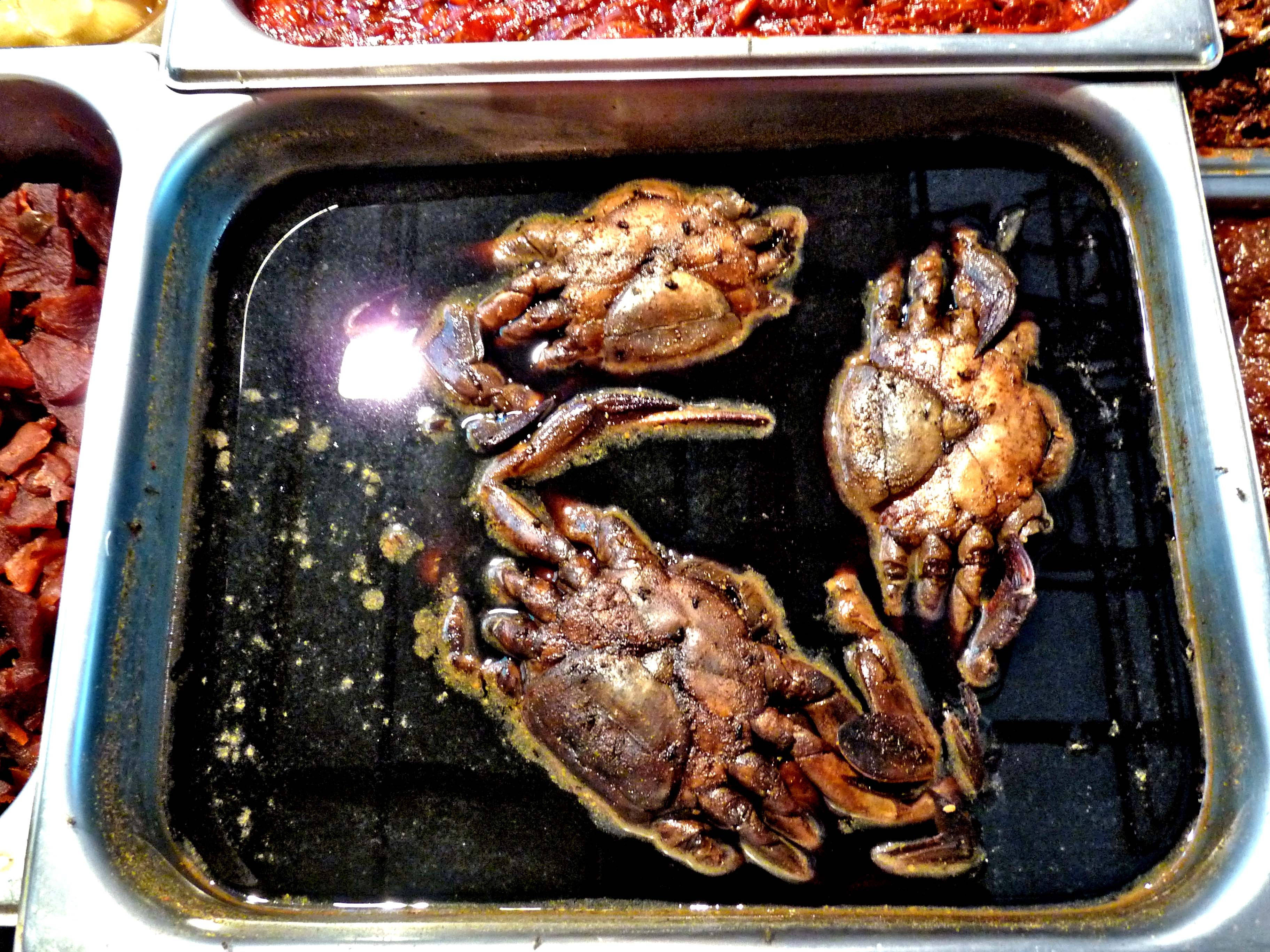
Cua ngâm tương đen bày bán ở chợ

Gejang (게장) hay gejeot (게젓) hay còn gọi đơn giản là cua ngâm tương là một loại món ăn từ hải sản lên men mặn gọi là Jeotgal trong ẩm thực Hàn Quốc, món cua ngâm tương này được chế biến bằng cách ướp cua tươi sống trong nước tương Ganjang (nước tương) hoặc sốt bột ớt. Thuật ngữ món ăn này bao gồm hai từ là ge (게-giải), nghĩa là "con cua", và jang (장-hương) có nghĩa là "gia vị" trong tiếng Hàn, Ganjang gejang là sự kết hợp giữa Gejang và Ganjang (nước tương). Mặc dù Gejang ban đầu chỉ dùng để chỉ cua ướp trong nước tương, nhưng ngày nay nó đã bắt đầu được gọi là "Ganjang gejang" để phân biệt với Yangnyeom-gejang (양념 게장) hay Ganjang gejang (간장 게장) là món cua ngâm xì dầu.
Món Gejang được cho là xuất hiện từ thế kỉ 17, lúc đầu chỉ là cua ngâm trong nước muối nhưng sau đó được sáng tạo bằng cách ngâm với nước tương, ngoài ra còn có cả phiên bản ngâm trong sốt ớt cay. Sau này là một món ăn tương đối mới xuất hiện kể từ khi ngành công nghiệp nhà hàng bắt đầu phát triển mạnh ở Hàn Quốc. "Yangnyeom" theo nghĩa đen có nghĩa là "gia vị" hoặc "hương vị" trong tiếng Hàn nhưng dùng để chỉ nước sốt cay làm từ bột ớt. Theo một cuộc thăm dò ý kiến của khách du lịch đến Hàn Quốc, món gejang rất khó ăn vì món quá nóng và mặn. Món cua ngâm tương phổ biến với khách du lịch châu Á hơn là châu Âu hay Mỹ. Thời điểm tốt nhất để ăn gejang là khoảng tháng năm, vì lúc này cua cái đang mang trứng. Các nhà hàng thường mua cua với số lượng lớn và đóng băng chúng để bán cho cả năm.

## Cách làm

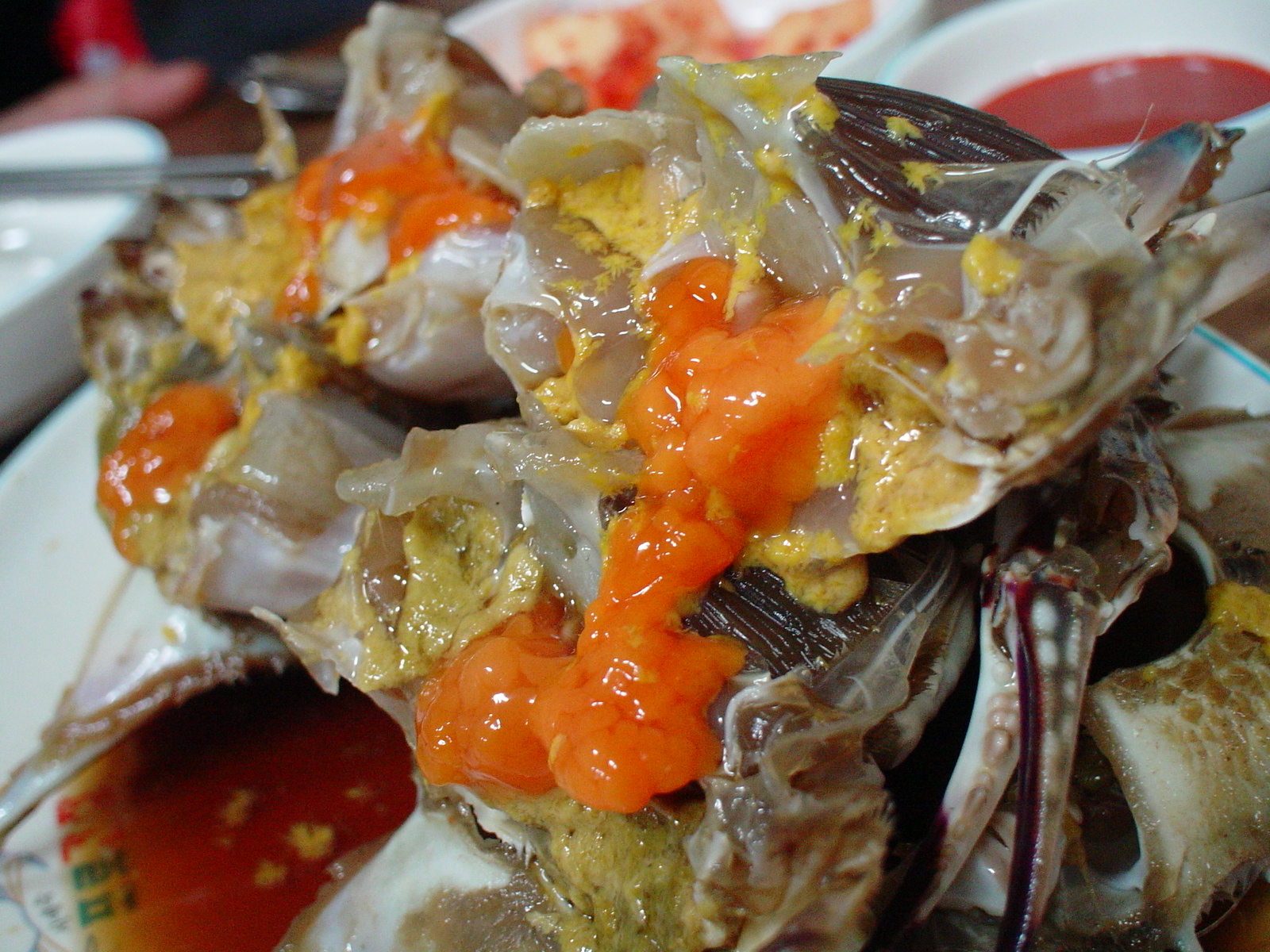
Cua ngâm tương với gạch cua rựa ra

Cách làm món Ganjang gejang đúng chuẩn sẽ khá cầu kỳ và mất thời gian. Người ta ngâm cua vào xì dầu đã được đun sôi rồi để qua đêm. Sau đó, phần xì dầu dùng để ngâm cua sẽ được đổ ra nồi và đun sôi trở lại. Sau khi xì dầu được đun sôi thì người ta đổ vào cua và tiếp tục ngâm. Thực hiện quy trình này lặp đi lặp lại khoảng 4 lần và tốn khoảng 5 ngày thì món cua ngâm xì dầu mới hoàn thành. Khi cua được ngâm hoàn hảo thì người ta tách rời phần mai cua và thân cua rồi dùng kéo cắt đôi thân cua ra. Trong khi món cua ngâm tương cần được ướp ít nhất vài ngày, món cua ngâm sốt cay có thể được ăn ngay sau khi ướp. Ban đầu, nguyên liệu chính để làm nên món ăn này là cua nước ngọt nhưng do sản lượng cua này đang ngày càng khan hiếm nên người ta đã sử dụng Kkotge (cua ngựa) được đánh bắt ở biển.
Trước khi dọn Ganjang gejang cho thực khách thì đầu bếp sẽ rưới thêm xì dầu nhiều ớt lên phần cua để hương vị cua trở nên đậm đà hơn. Món Ganjang gejang này thường được ăn chung với cơm trắng. Người Hàn thường có thói quen múc cơm cho vào mai cua rồi trộn đều với gạch cua, sau đó mới thưởng thức. Cua ngâm nước tương được gọi là ganjang gejang và thường phổ biến hơn do vị ngọt thịt của cua. Thịt cua có màu trắng, đôi khi hơi ngả xám do ướp với nước tương. Cua ngâm với sốt cay được gọi là yangnyeom gejang và phù hợp hơn cho những người thích ăn cay. Do tính lạnh lại có thể làm thanh mát cơ thể nên Ganjang gejang được người dân Hàn ưa chuộng vào những ngày nắng nóng. Gejang là món ăn quen thuộc trong những bộ phim Hàn Quốc nổi tiếng như Thư ký Kim, Thực Thần, Vì sao đưa anh tới.